# Ludwig Eichholz
Ludwig Eichholz (16. února 1903 Česká Lípa – 3. května 1964 Höxter) byl československý politik německé národnosti a meziválečný poslanec Národního shromáždění za Sudetoněmeckou stranu, později nacistický funkcionář a poválečný aktivista Sudetoněmeckého krajanského sdružení.

## Biografie
Profesí byl učitelem, publicistou a politikem. Vystudoval německou univerzitu v Praze. Roku 1925 získal titul doktora filozofie.
V parlamentních volbách v roce 1935 se stal poslancem Národního shromáždění. Jeho mandát zanikl opatřením Stálého výboru parlamentu k 30. říjnu 1938 kvůli změně hranic pomnichovského Československa.
Povoláním byl profesor. Podle údajů z roku 1935 bydlel v Duchcově.
V roce 1938 vstoupil do NSDAP. Během války zastával politické a odborné funkce v Říšské župě Sudety (1938–1942) a v Generálním gouvernementu coby Leiter und Präsident des Hauptamts Unterricht (1943–1945). Byl příslušníkem jednotek SS (hodnost Obersturmbannführera).
Po válce byl v období let 1945–1948 v sovětském zajetí, pak se usadil ve městě Höxter v západním Německu, kde pracoval jako gymnaziální učitel a angažoval se v místních organizacích Sudetských Němců. Byl okresním předsedou Sudetoněmeckého krajanského sdružení v Höxteru.